# Tournoi de tennis de Rotterdam
Pour les articles homonymes, voir Tournoi de Rotterdam.
Le tournoi de Rotterdam est un tournoi de tennis professionnel masculin du circuit ATP, classé en catégorie ATP 500, qui se déroule aux Pays-Bas à Rotterdam tous les ans au mois de février depuis 1972 (à l'exception de 1973). Le tournoi se dispute en salle, dans la Ahoy Rotterdam. Jusqu'en 1999, il se jouait sur moquette, une surface synthétique, avant de changer en l'an 2000 pour une surface dure.

## Historique
En 1984, la finale entre Jimmy Connors et Ivan Lendl fut interrompue à cause d'une alerte à la bombe, alors que Lendl menait par un set à rien et avait fait le break dans la seconde manche. Le match ne fut pas fini et les deux joueurs furent déclarés vainqueurs.
En 2001, Nicolas Escudé est passé par les qualifications avant de remporter le tournoi.
En 2018, à l'issue du tournoi qu'il remporte, Roger Federer devient le no 1 mondial le plus âgé de l'histoire de son sport à plus de trente-six ans.

## Palmarès

### Simple
| No | Date       | Nom et lieu du tournoi                      | Catégorie      | Dotation       | Surface         | Vainqueur                | Finaliste             | Score           |                |
| -- | ---------- | ------------------------------------------- | -------------- | -------------- | --------------- | ------------------------ | --------------------- | --------------- | -------------- |
| 1  | 20-11-1972 | Rotterdam Indoors, Rotterdam                |                | 50 000 $       | Moquette (int.) | Arthur Ashe              | Tom Okker             | 3-6, 6-2, 6-1   |                |
|    | 1973       | Pas de tournoi                              | Pas de tournoi | Pas de tournoi | Pas de tournoi  | Pas de tournoi           | Pas de tournoi        | Pas de tournoi  | Pas de tournoi |
| 2  | 25-03-1974 | ABN World Tennis Tournament, Rotterdam      |                | 50 000 $       | Moquette (int.) | Tom Okker                | Tom Gorman            | 4-6, 7-62, 6-1  |                |
| 3  | 24-02-1975 | ABN World Tennis Tournament, Rotterdam      |                | 60 000 $       | Moquette (int.) | Arthur Ashe              | Tom Okker             | 3-6, 6-2, 6-4   |                |
| 4  | 23-02-1976 | ABN World Tennis Tournament, Rotterdam      |                | 60 000 $       | Moquette (int.) | Arthur Ashe              | Robert Lutz           | 6-3, 6-3        |                |
| 5  | 21-03-1977 | ABN World Tennis Tournament, Rotterdam      |                | 100 000 $      | Moquette (int.) | Dick Stockton            | Ilie Năstase          | 2-6, 6-3, 6-3   |                |
| 6  | 03-04-1978 | ABN World Tennis Tournament, Rotterdam      |                | 175 000 $      | Moquette (int.) | Jimmy Connors            | Raúl Ramírez          | 7-5, 7-5        |                |
| 7  | 02-04-1979 | ABN World Tennis Tournament WCT, Rotterdam  |                | 175 000 $      | Moquette (int.) | Björn Borg               | John McEnroe          | 6-4, 6-2        |                |
| 8  | 10-03-1980 | ABN World Tennis Tournament, Rotterdam      |                | 175 000 $      | Moquette (int.) | Heinz Günthardt          | Gene Mayer            | 6-2, 6-4        |                |
| 9  | 16-03-1981 | ABN World Tennis Tournament, Rotterdam      |                | 175 000 $      | Moquette (int.) | Jimmy Connors            | Gene Mayer            | 6-1, 2-6, 6-2   |                |
| 10 | 15-03-1982 | ABN World Tennis Tournament, Rotterdam      |                | 250 000 $      | Moquette (int.) | Guillermo Vilas          | Jimmy Connors         | 0-6, 6-2, 6-4   |                |
| 11 | 14-03-1983 | ABN World Tennis Tournament, Rotterdam      |                | 250 000 $      | Moquette (int.) | Gene Mayer               | Guillermo Vilas       | 6-1, 7-6        |                |
| 12 | 12-03-1984 | ABN World Tennis Tournament, Rotterdam      |                | 250 000 $      | Moquette (int.) | Jimmy Connors Ivan Lendl | co-vainqueurs         | 1-6, 0-1, n.f.  |                |
| 13 | 18-03-1985 | ABN World Tennis Tournament, Rotterdam      |                | 250 000 $      | Moquette (int.) | Miloslav Mečíř           | Jakob Hlasek          | 6-1, 6-2        |                |
| 14 | 24-03-1986 | ABN World Tennis Tournament, Rotterdam      |                | 250 000 $      | Moquette (int.) | Joakim Nyström           | Anders Järryd         | 6-0, 6-3        |                |
| 15 | 16-03-1987 | ABN World Tennis Tournament, Rotterdam      |                | 250 000 $      | Moquette (int.) | Stefan Edberg            | John McEnroe          | 3-6, 6-3, 6-1   |                |
| 16 | 08-02-1988 | ABN World Tennis Tournament, Rotterdam      |                | 325 000 $      | Moquette (int.) | Stefan Edberg            | Miloslav Mečíř        | 7-6, 6-2        |                |
| 17 | 06-02-1989 | ABN World Tennis Tournament, Rotterdam      |                | 325 000 $      | Moquette (int.) | Jakob Hlasek             | Anders Järryd         | 6-1, 7-5        |                |
| 18 | 26-02-1990 | ABN World Tennis Tournament, Rotterdam      | World Series   | 450 000 $      | Moquette (int.) | Brad Gilbert             | Jonas Svensson        | 6-1, 6-3        |                |
| 19 | 25-02-1991 | ABN AMRO World Tennis Tournament, Rotterdam | World Series   | 450 000 $      | Moquette (int.) | Omar Camporese           | Ivan Lendl            | 3-6, 7-64, 7-64 |                |
| 20 | 24-02-1992 | ABN AMRO World Tennis Tournament, Rotterdam | World Series   | 475 000 $      | Moquette (int.) | Boris Becker             | Aleksandr Volkov      | 7-69, 4-6, 6-2  |                |
| 21 | 22-02-1993 | ABN AMRO World Tennis Tournament, Rotterdam | World Series   | 575 000 $      | Moquette (int.) | Anders Järryd            | Karel Nováček         | 6-3, 7-5        |                |
| 22 | 21-02-1994 | ABN AMRO World Tennis Tournament, Rotterdam | World Series   | 575 000 $      | Moquette (int.) | Michael Stich            | Wayne Ferreira        | 4-6, 6-3, 6-0   |                |
| 23 | 27-02-1995 | ABN AMRO World Tennis Tournament, Rotterdam | World Series   | 575 000 $      | Moquette (int.) | Richard Krajicek         | Paul Haarhuis         | 7-65, 6-4       |                |
| 24 | 04-03-1996 | ABN AMRO World Tennis Tournament, Rotterdam | World Series   | 725 000 $      | Moquette (int.) | Goran Ivanišević         | Ievgueni Kafelnikov   | 6-4, 3-6, 6-3   |                |
| 25 | 03-03-1997 | ABN AMRO World Tennis Tournament, Rotterdam | World Series   | 725 000 $      | Moquette (int.) | Richard Krajicek         | Daniel Vacek          | 7-64, 7-65      |                |
| 26 | 02-03-1998 | ABN AMRO World Tennis Tournament, Rotterdam | Int' Series    | 725 000 $      | Moquette (int.) | Jan Siemerink            | Thomas Johansson      | 7-62, 6-2       |                |
| 27 | 15-02-1999 | ABN AMRO World Tennis Tournament, Rotterdam | Series Gold    | 725 000 $      | Moquette (int.) | Ievgueni Kafelnikov      | Tim Henman            | 6-2, 7-63       | Tableau        |
| 28 | 14-02-2000 | ABN AMRO World Tennis Tournament, Rotterdam | Series Gold    | 750 000 $      | Dur (int.)      | Cédric Pioline           | Tim Henman            | 63-7, 6-4, 7-64 | Tableau        |
| 29 | 19-02-2001 | ABN AMRO World Tennis Tournament, Rotterdam | Series Gold    | 750 000 $      | Dur (int.)      | Nicolas Escudé           | Roger Federer         | 7-5, 3-6, 7-65  | Tableau        |
| 30 | 18-02-2002 | ABN AMRO World Tennis Tournament, Rotterdam | Series Gold    | 713 000 $      | Dur (int.)      | Nicolas Escudé           | Tim Henman            | 3-6, 7-67, 6-4  | Tableau        |
| 31 | 17-02-2003 | ABN AMRO World Tennis Tournament, Rotterdam | Series Gold    | 800 000 $      | Dur (int.)      | Max Mirnyi               | Raemon Sluiter        | 7-63, 6-4       | Tableau        |
| 32 | 16-02-2004 | ABN AMRO World Tennis Tournament, Rotterdam | Series Gold    | 850 505 $      | Dur (int.)      | Lleyton Hewitt           | Juan Carlos Ferrero   | 61-7, 7-5, 6-4  | Tableau        |
| 33 | 14-02-2005 | ABN AMRO World Tennis Tournament, Rotterdam | Series Gold    | 900 000 $      | Dur (int.)      | Roger Federer            | Ivan Ljubičić         | 5-7, 7-5, 7-65  | Tableau        |
| 34 | 20-02-2006 | ABN AMRO World Tennis Tournament, Rotterdam | Series Gold    | 900 000 $      | Dur (int.)      | Radek Štěpánek           | Christophe Rochus     | 6-0, 6-3        | Tableau        |
| 35 | 19-02-2007 | ABN AMRO World Tennis Tournament, Rotterdam | Series Gold    | 900 000 $      | Dur (int.)      | Mikhail Youzhny          | Ivan Ljubičić         | 6-2, 6-4        | Tableau        |
| 36 | 18-02-2008 | ABN AMRO World Tennis Tournament, Rotterdam | Series Gold    | 803 000 €      | Dur (int.)      | Michaël Llodra           | Robin Söderling       | 63-7, 6-3, 7-64 | Tableau        |
| 37 | 09-02-2009 | ABN AMRO World Tennis Tournament, Rotterdam | ATP 500        | 1 150 000 €    | Dur (int.)      | Andy Murray              | Rafael Nadal          | 6-3, 4-6, 6-0   | Tableau        |
| 38 | 08-02-2010 | ABN AMRO World Tennis Tournament, Rotterdam | ATP 500        | 1 150 000 €    | Dur (int.)      | Robin Söderling          | Mikhail Youzhny       | 6-4, 2-0, ab.   | Tableau        |
| 39 | 07-02-2011 | ABN AMRO World Tennis Tournament, Rotterdam | ATP 500        | 1 150 000 €    | Dur (int.)      | Robin Söderling          | Jo-Wilfried Tsonga    | 6-3, 3-6, 6-3   | Tableau        |
| 40 | 13-02-2012 | ABN AMRO World Tennis Tournament, Rotterdam | ATP 500        | 1 207 500 €    | Dur (int.)      | Roger Federer            | Juan Martín del Potro | 6-1, 6-4        | Tableau        |
| 41 | 11-02-2013 | ABN AMRO World Tennis Tournament, Rotterdam | ATP 500        | 1 267 875 €    | Dur (int.)      | Juan Martín del Potro    | Julien Benneteau      | 7-62, 6-3       | Tableau        |
| 42 | 10-02-2014 | ABN AMRO World Tennis Tournament, Rotterdam | ATP 500        | 1 369 305 €    | Dur (int.)      | Tomáš Berdych            | Marin Čilić           | 6-4, 6-2        | Tableau        |
| 43 | 09-02-2015 | ABN AMRO World Tennis Tournament, Rotterdam | ATP 500        | 1 478 850 €    | Dur (int.)      | Stanislas Wawrinka       | Tomáš Berdych         | 4-6, 6-3, 6-4   | Tableau        |
| 44 | 08-02-2016 | ABN AMRO World Tennis Tournament, Rotterdam | ATP 500        | 1 597 155 €    | Dur (int.)      | Martin Kližan            | Gaël Monfils          | 61-7, 6-3, 6-1  | Tableau        |
| 45 | 13-02-2017 | ABN AMRO World Tennis Tournament, Rotterdam | ATP 500        | 1 724 930 €    | Dur (int.)      | Jo-Wilfried Tsonga       | David Goffin          | 4-6, 6-4, 6-1   | Tableau        |
| 46 | 12-02-2018 | ABN AMRO World Tennis Tournament, Rotterdam | ATP 500        | 1 862 925 €    | Dur (int.)      | Roger Federer            | Grigor Dimitrov       | 6-2, 6-2        | Tableau        |
| 47 | 11-02-2019 | ABN AMRO World Tennis Tournament, Rotterdam | ATP 500        | 1 961 160 €    | Dur (int.)      | Gaël Monfils             | Stanislas Wawrinka    | 6-3, 1-6, 6-2   | Tableau        |
| 48 | 10-02-2020 | ABN AMRO World Tennis Tournament, Rotterdam | ATP 500        | 2 013 855 €    | Dur (int.)      | Gaël Monfils             | Félix Auger-Aliassime | 6-2, 6-4        | Tableau        |
| 49 | 01-03-2021 | ABN AMRO World Tennis Tournament, Rotterdam | ATP 500        | 1 117 900 €    | Dur (int.)      | Andrey Rublev            | Márton Fucsovics      | 7-64, 6-4       | Tableau        |
| 50 | 07-02-2022 | ABN Amro World Tennis Tournament, Rotterdam | ATP 500        | 1 208 315 €    | Dur (int.)      | Félix Auger-Aliassime    | Stéfanos Tsitsipás    | 6-4, 6-2        | Tableau        |
| 51 | 13-02-2023 | ABN Amro Open, Rotterdam                    | ATP 500        | 2 074 505 €    | Dur (int.)      | Daniil Medvedev          | Jannik Sinner         | 5-7, 6-2, 6-2   | Tableau        |
| 52 | 12-02-2024 | ABN Amro Open, Rotterdam                    | ATP 500        | 2 134 985 €    | Dur (int.)      | Jannik Sinner            | Alex de Minaur        | 7-5, 6-4        | Tableau        |
| 53 | 03-02-2025 | ABN Amro Open, Rotterdam                    | ATP 500        | 2 134 985 €    | Dur (int.)      | Carlos Alcaraz           | Alex de Minaur        | 6-4, 3-6, 6-2   | Tableau        |

### Double
| No | Date       | Nom et lieu du tournoi                      | Catégorie      | Dotation       | Surface         | Vainqueurs                          | Finalistes                            | Score              |                |
| -- | ---------- | ------------------------------------------- | -------------- | -------------- | --------------- | ----------------------------------- | ------------------------------------- | ------------------ | -------------- |
| 1  | 20-11-1972 | Rotterdam Indoors, Rotterdam                |                | 50 000 $       | Moquette (int.) | Roy Emerson John Newcombe           | Arthur Ashe Robert Lutz               | 6-2, 6-3           |                |
|    | 1973       | Pas de tournoi                              | Pas de tournoi | Pas de tournoi | Pas de tournoi  | Pas de tournoi                      | Pas de tournoi                        | Pas de tournoi     | Pas de tournoi |
| 2  | 25-03-1974 | ABN World Tennis Tournament, Rotterdam      |                | 50 000 $       | Moquette (int.) | Bob Hewitt Frew McMillan            | Pierre Barthès Ilie Năstase           | 3-6, 6-4, 6-3      |                |
| 3  | 24-02-1975 | ABN World Tennis Tournament, Rotterdam      |                | 60 000 $       | Moquette (int.) | Bob Hewitt Frew McMillan            | José Higueras Balázs Taróczy          | 6-2, 6-2           |                |
| 4  | 23-02-1976 | ABN World Tennis Tournament, Rotterdam      |                | 60 000 $       | Moquette (int.) | Rod Laver Frew McMillan             | Arthur Ashe Tom Okker                 | 6-1, 64-7, 7-65    |                |
| 5  | 21-03-1977 | ABN World Tennis Tournament, Rotterdam      |                | 100 000 $      | Moquette (int.) | Wojtek Fibak Tom Okker              | Vijay Amritraj Dick Stockton          | 6-4, 6-4           |                |
| 6  | 03-04-1978 | ABN World Tennis Tournament, Rotterdam      |                | 175 000 $      | Moquette (int.) | Fred McNair Raúl Ramírez            | Robert Lutz Stan Smith                | 6-2, 6-3           |                |
| 7  | 02-04-1979 | ABN World Tennis Tournament WCT, Rotterdam  |                | 175 000 $      | Moquette (int.) | Peter Fleming John McEnroe          | Heinz Günthardt Bernard Mitton        | 6-4, 6-4           |                |
| 8  | 10-03-1980 | ABN World Tennis Tournament, Rotterdam      |                | 175 000 $      | Moquette (int.) | Vijay Amritraj Stan Smith           | Bill Scanlon Brian Teacher            | 6-4, 6-3           |                |
| 9  | 16-03-1981 | ABN World Tennis Tournament, Rotterdam      |                | 175 000 $      | Moquette (int.) | Fritz Buehning Ferdi Taygan         | Gene Mayer Sandy Mayer                | 7-6, 1-6, 6-4      |                |
| 10 | 15-03-1982 | ABN World Tennis Tournament, Rotterdam      |                | 250 000 $      | Moquette (int.) | Mark Edmondson Sherwood Stewart     | Fritz Buehning Kevin Curren           | 7-5, 6-2           |                |
| 11 | 14-03-1983 | ABN World Tennis Tournament, Rotterdam      |                | 250 000 $      | Moquette (int.) | Fritz Buehning Tom Gullikson        | Peter Fleming Pavel Složil            | 7-6, 4-6, 7-6      |                |
| 12 | 12-03-1984 | ABN World Tennis Tournament, Rotterdam      |                | 250 000 $      | Moquette (int.) | Kevin Curren Wojtek Fibak           | Fritz Buehning Ferdi Taygan           | 6-4, 6-4           |                |
| 13 | 18-03-1985 | ABN World Tennis Tournament, Rotterdam      |                | 250 000 $      | Moquette (int.) | Tomáš Šmíd Pavel Složil             | Vitas Gerulaitis Paul McNamee         | 6-4, 6-4           |                |
| 14 | 24-03-1986 | ABN World Tennis Tournament, Rotterdam      |                | 250 000 $      | Moquette (int.) | Stefan Edberg Slobodan Živojinović  | Wojtek Fibak Matt Mitchell            | 2-6, 6-3, 6-2      |                |
| 15 | 16-03-1987 | ABN World Tennis Tournament, Rotterdam      |                | 250 000 $      | Moquette (int.) | Stefan Edberg Anders Järryd         | Chip Hooper Mike Leach                | 3-6, 6-3, 6-4      |                |
| 16 | 08-02-1988 | ABN World Tennis Tournament, Rotterdam      |                | 325 000 $      | Moquette (int.) | Patrik Kühnen Tore Meinecke         | Magnus Gustafsson Diego Nargiso       | 7-6, 7-6           |                |
| 17 | 06-02-1989 | ABN World Tennis Tournament, Rotterdam      |                | 325 000 $      | Moquette (int.) | Miloslav Mečíř Milan Šrejber        | Jan Gunnarsson Magnus Gustafsson      | 7-6, 6-0           |                |
| 18 | 26-02-1990 | ABN World Tennis Tournament, Rotterdam      | World Series   | 450 000 $      | Moquette (int.) | Leonardo Lavalle Jorge Lozano       | Diego Nargiso Nicolás Pereira         | 6-3, 7-6           |                |
| 19 | 25-02-1991 | ABN AMRO World Tennis Tournament, Rotterdam | World Series   | 450 000 $      | Moquette (int.) | Patrick Galbraith Anders Järryd     | Steve DeVries David Macpherson        | 7-6, 6-2           |                |
| 20 | 24-02-1992 | ABN AMRO World Tennis Tournament, Rotterdam | World Series   | 475 000 $      | Moquette (int.) | Marc-Kevin Goellner David Prinosil  | Paul Haarhuis Mark Koevermans         | 6-2, 6-7, 7-6      |                |
| 21 | 22-02-1993 | ABN AMRO World Tennis Tournament, Rotterdam | World Series   | 575 000 $      | Moquette (int.) | Henrik Holm Anders Järryd           | David Adams Andreï Olhovskiy          | 6-4, 7-6           |                |
| 22 | 21-02-1994 | ABN AMRO World Tennis Tournament, Rotterdam | World Series   | 575 000 $      | Moquette (int.) | Jeremy Bates Jonas Björkman         | Jacco Eltingh Paul Haarhuis           | 6-4, 6-1           |                |
| 23 | 27-02-1995 | ABN AMRO World Tennis Tournament, Rotterdam | World Series   | 575 000 $      | Moquette (int.) | Martin Damm Anders Järryd           | Tomás Carbonell Francisco Roig        | 6-3, 6-2           |                |
| 24 | 04-03-1996 | ABN AMRO World Tennis Tournament, Rotterdam | World Series   | 725 000 $      | Moquette (int.) | David Adams Marius Barnard          | Hendrik Jan Davids Cyril Suk          | 6-3, 5-7, 7-6      |                |
| 25 | 03-03-1997 | ABN AMRO World Tennis Tournament, Rotterdam | World Series   | 725 000 $      | Moquette (int.) | Jacco Eltingh Paul Haarhuis         | Libor Pimek Byron Talbot              | 7-65, 6-4          |                |
| 26 | 02-03-1998 | ABN AMRO World Tennis Tournament, Rotterdam | Int' Series    | 725 000 $      | Moquette (int.) | Jacco Eltingh Paul Haarhuis         | Neil Broad Piet Norval                | 7-6, 6-3           |                |
| 27 | 15-02-1999 | ABN AMRO World Tennis Tournament, Rotterdam | Series Gold    | 725 000 $      | Moquette (int.) | David Adams John-Laffnie de Jager   | Neil Broad Peter Tramacchi            | 65-7, 6-3, 6-4     | Tableau        |
| 28 | 14-02-2000 | ABN AMRO World Tennis Tournament, Rotterdam | Series Gold    | 750 000 $      | Dur (int.)      | David Adams John-Laffnie de Jager   | Tim Henman Ievgueni Kafelnikov        | 5-7, 6-2, 6-3      | Tableau        |
| 29 | 19-02-2001 | ABN AMRO World Tennis Tournament, Rotterdam | Series Gold    | 750 000 $      | Dur (int.)      | Jonas Björkman Roger Federer        | Petr Pála Pavel Vízner                | 6-3, 6-0           | Tableau        |
| 30 | 18-02-2002 | ABN AMRO World Tennis Tournament, Rotterdam | Series Gold    | 713 000 $      | Dur (int.)      | Roger Federer Max Mirnyi            | Mark Knowles Daniel Nestor            | 4-6, 6-3, [10-4]   | Tableau        |
| 31 | 17-02-2003 | ABN AMRO World Tennis Tournament, Rotterdam | Series Gold    | 800 000 $      | Dur (int.)      | Wayne Arthurs Paul Hanley           | Roger Federer Max Mirnyi              | 7-64, 6-2          | Tableau        |
| 32 | 16-02-2004 | ABN AMRO World Tennis Tournament, Rotterdam | Series Gold    | 850 505 $      | Dur (int.)      | Paul Hanley Radek Štěpánek          | Jonathan Erlich Andy Ram              | 5-7, 7-65, 7-5     | Tableau        |
| 33 | 14-02-2005 | ABN AMRO World Tennis Tournament, Rotterdam | Series Gold    | 900 000 $      | Dur (int.)      | Jonathan Erlich Andy Ram            | Cyril Suk Pavel Vízner                | 6-4, 4-6, 6-3      | Tableau        |
| 34 | 20-02-2006 | ABN AMRO World Tennis Tournament, Rotterdam | Series Gold    | 900 000 $      | Dur (int.)      | Paul Hanley Kevin Ullyett           | Jonathan Erlich Andy Ram              | 7-64, 7-62         | Tableau        |
| 35 | 19-02-2007 | ABN AMRO World Tennis Tournament, Rotterdam | Series Gold    | 900 000 $      | Dur (int.)      | Martin Damm Leander Paes            | Andrei Pavel Alexander Waske          | 6–3, 65-7, [10-7]  | Tableau        |
| 36 | 18-02-2008 | ABN AMRO World Tennis Tournament, Rotterdam | Series Gold    | 803 000 €      | Dur (int.)      | Tomáš Berdych Dmitri Toursounov     | Philipp Kohlschreiber Mikhail Youzhny | 7-5, 3-6, [10-7]   | Tableau        |
| 37 | 09-02-2009 | ABN AMRO World Tennis Tournament, Rotterdam | ATP 500        | 1 150 000 €    | Dur (int.)      | Daniel Nestor Nenad Zimonjić        | Lukáš Dlouhý Leander Paes             | 6-2, 7-5           | Tableau        |
| 38 | 08-02-2010 | ABN AMRO World Tennis Tournament, Rotterdam | ATP 500        | 1 150 000 €    | Dur (int.)      | Daniel Nestor Nenad Zimonjić        | Simon Aspelin Paul Hanley             | 6-4, 4-6, [10-7]   | Tableau        |
| 39 | 07-02-2011 | ABN AMRO World Tennis Tournament, Rotterdam | ATP 500        | 1 150 000 €    | Dur (int.)      | Jürgen Melzer Philipp Petzschner    | Michaël Llodra Nenad Zimonjić         | 6-4, 3-6, [10-5]   | Tableau        |
| 40 | 13-02-2012 | ABN AMRO World Tennis Tournament, Rotterdam | ATP 500        | 1 207 500 €    | Dur (int.)      | Michaël Llodra Nenad Zimonjić       | Robert Lindstedt Horia Tecău          | 4-6, 7-5, [16-14]  | Tableau        |
| 41 | 11-02-2013 | ABN AMRO World Tennis Tournament, Rotterdam | ATP 500        | 1 267 875 €    | Dur (int.)      | Robert Lindstedt Nenad Zimonjić     | Thiemo de Bakker Jesse Huta Galung    | 5-7, 6-3, [10-8]   | Tableau        |
| 42 | 10-02-2014 | ABN AMRO World Tennis Tournament, Rotterdam | ATP 500        | 1 369 305 €    | Dur (int.)      | Michaël Llodra Nicolas Mahut        | Jean-Julien Rojer Horia Tecău         | 6-2, 7-64          | Tableau        |
| 43 | 09-02-2015 | ABN AMRO World Tennis Tournament, Rotterdam | ATP 500        | 1 478 850 €    | Dur (int.)      | Jean-Julien Rojer Horia Tecău       | Jamie Murray John Peers               | 3-6, 6-3, [10-8]   | Tableau        |
| 44 | 08-02-2016 | ABN AMRO World Tennis Tournament, Rotterdam | ATP 500        | 1 597 155 €    | Dur (int.)      | Nicolas Mahut Vasek Pospisil        | Philipp Petzschner Alexander Peya     | 7-62, 6-4          | Tableau        |
| 45 | 13-02-2017 | ABN AMRO World Tennis Tournament, Rotterdam | ATP 500        | 1 724 930 €    | Dur (int.)      | Ivan Dodig Marcel Granollers        | Wesley Koolhof Matwé Middelkoop       | 7-65, 6-3          | Tableau        |
| 46 | 12-02-2018 | ABN AMRO World Tennis Tournament, Rotterdam | ATP 500        | 1 862 925 €    | Dur (int.)      | Pierre-Hugues Herbert Nicolas Mahut | Oliver Marach Mate Pavić              | 2-6, 6-2, [10-7]   | Tableau        |
| 47 | 11-02-2019 | ABN AMRO World Tennis Tournament, Rotterdam | ATP 500        | 1 961 160 €    | Dur (int.)      | Jérémy Chardy Henri Kontinen        | Jean-Julien Rojer Horia Tecău         | 7-65, 7-64         | Tableau        |
| 48 | 10-02-2020 | ABN AMRO World Tennis Tournament, Rotterdam | ATP 500        | 2 013 855 €    | Dur (int.)      | Pierre-Hugues Herbert Nicolas Mahut | Henri Kontinen Jan-Lennard Struff     | 7-65, 4-6, [10-7]  | Tableau        |
| 49 | 01-03-2021 | ABN AMRO World Tennis Tournament, Rotterdam | ATP 500        | 1 117 900 €    | Dur (int.)      | Nikola Mektić Mate Pavić            | Kevin Krawietz Horia Tecău            | 7-67, 6-2          | Tableau        |
| 50 | 07-02-2022 | ABN AMRO World Tennis Tournament, Rotterdam | ATP 500        | 1 208 315 €    | Dur (int.)      | Robin Haase Matwé Middelkoop        | Lloyd Harris Tim Pütz                 | 4-6, 7-65, [10-5]  | Tableau        |
| 51 | 13-02-2023 | ABN Amro Open, Rotterdam                    | ATP 500        | 2 074 505 €    | Dur (int.)      | Ivan Dodig Austin Krajicek          | Rohan Bopanna Matthew Ebden           | 7-65, 2-6, [12-10] | Tableau        |
| 52 | 12-02-2024 | ABN Amro Open, Rotterdam                    | ATP 500        | 2 134 985 €    | Dur (int.)      | Wesley Koolhof Nikola Mektić        | Robin Haase Botic van de Zandschulp   | 6-3, 7-5           | Tableau        |
| 53 | 03-02-2025 | ABN Amro Open, Rotterdam                    | ATP 500        | 2 401 550 €    | Dur (int.)      | Simone Bolelli Andrea Vavassori     | Sander Gillé Jan Zieliński            | 6-2, 4-6, [10-6]   | Tableau        |